# Hüttenwerk Wasseralfingen

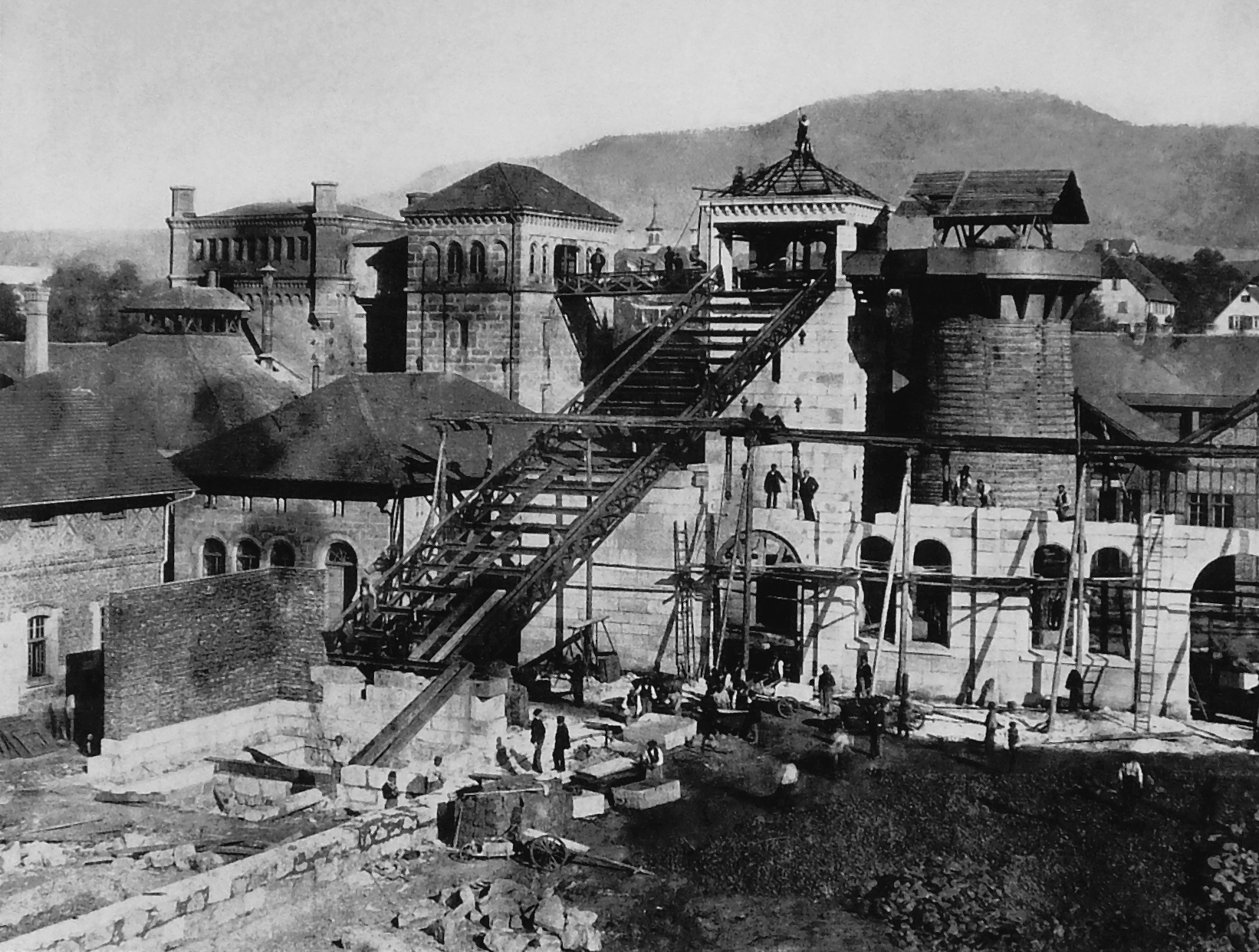
Die Hüttenwerke Wasseralfingen im 19. Jahrhundert

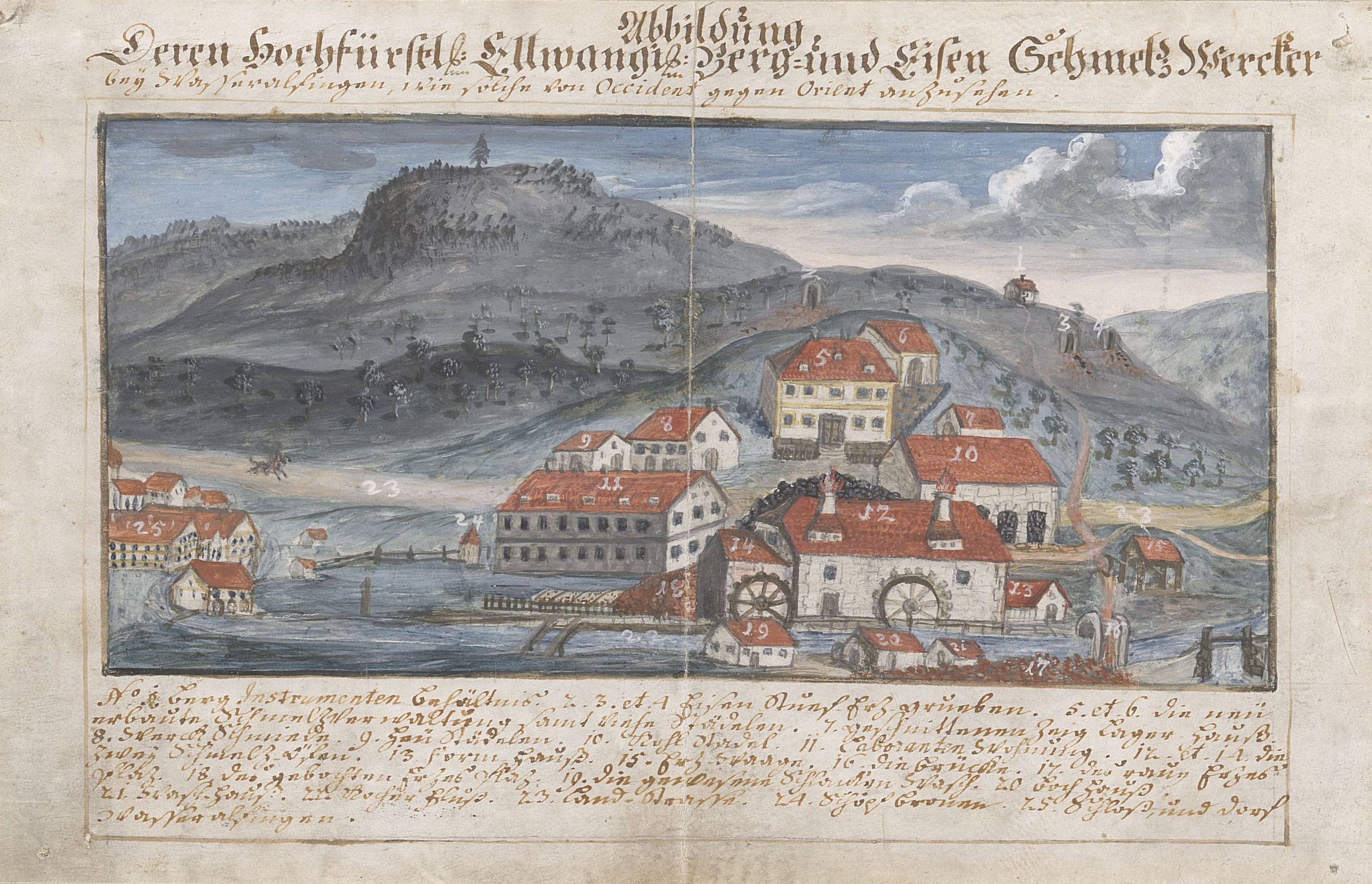
Abbildung Deren Hochfürstl. Ellwangi. Berg= und Eisen Schmelz Wercker bey Wasseralfingen, wie solche von Occident gegen Orient anzusehen. 1. Hälfte 18. Jhd.

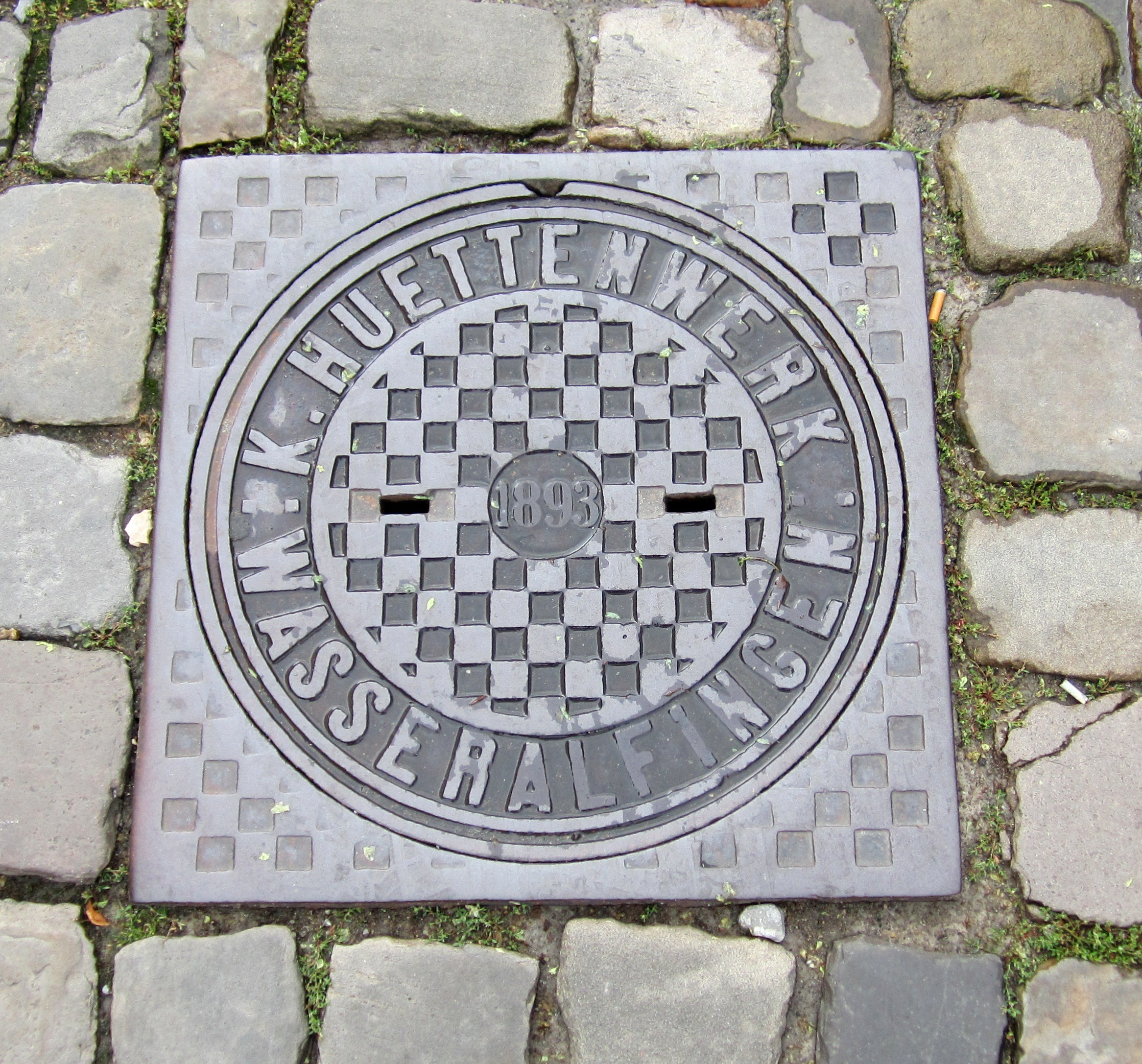
Gusseisen-Kanaldeckel aus der Wasseralfinger Hütte

Das Hüttenwerk Wasseralfingen in Wasseralfingen, heute ein Stadtbezirk von Aalen in Baden-Württemberg, hat eine lange und bewegende Geschichte. Es wurde 1671 von der Fürstpropstei Ellwangen gegründet. Die Eisenverhüttung und -bearbeitung stand lange in Verbindung mit dem Eisenerzvorkommen am Braunenberg und dessen Abbau.

## Geologische Voraussetzung
Die Geologie der Region ist von der Schichtstufenlandschaft der Ostalb und deren Geschichte geprägt. Die Eisensandstein-Formation des Schwäbischen Jura bildeten in Wasseralfingen auf dem Braunenberg zwei Eisenflöze heraus, die mit einem Eisengehalt von 21 bis 42 % und einer Mächtigkeit von 4 Metern einen Abbau wirtschaftlich machten.

## Geschichte

### Anfänge als Hüttenwerk der Fürstpropstei Ellwangen (1671–1803)
Schon vor dem Bau des Hüttenwerkes gab es in der Region vereinzelt Betriebe die aus Bohnerz Eisen herstellten. Die Entdeckung der Eisenerz Flöze durch Sigmund von Woellwarth auf dem Braunenberg war die Fürstpropstei Ellwangen interessant, da sie in Unterkochen einen Hochofen besaßen. Besonders die Grube in der Hirschklinge war zu dieser Zeit sehr ergiebig. Da der Transport des Eisenerzes und deren Zollkosten den Hochofen in Unterkochen unrentabel machte, entschied sich die Fürstpropstei, in Wasseralfingen einen Hochofen zu bauen. Auch weil mit vorhandenen Wäldern und Kalksteinbrüchen, die wesentlichen Rohstoffe für die Eisenverarbeitung vorhanden war. Da der Kocher zusätzlich als Energiequelle genutzt werden konnte, wurde das Hüttenwerk im Tal gebaut.

### Das königliche Hüttenwerk (1803–1921)
Durch die Säkularisation gingen der gesamte Betrieb und das Bergwerk 1803 an das Königreich Württemberg. Durch technischen Fortschritt im Bergbau und Eisenverhüttung wurde das königliche Hüttenwerk Hauptgiesserei des Landes ernannt. Das Hüttenwerk war nun ein Teil von verschiedenen eisenproduzierenden und -verarbeitenden Betrieben des Königreiches.
Ab 1823 entwarf der Bildhauer Conrad Weitbrecht zahlreiche Gussformen für den Kunsteisenguss.

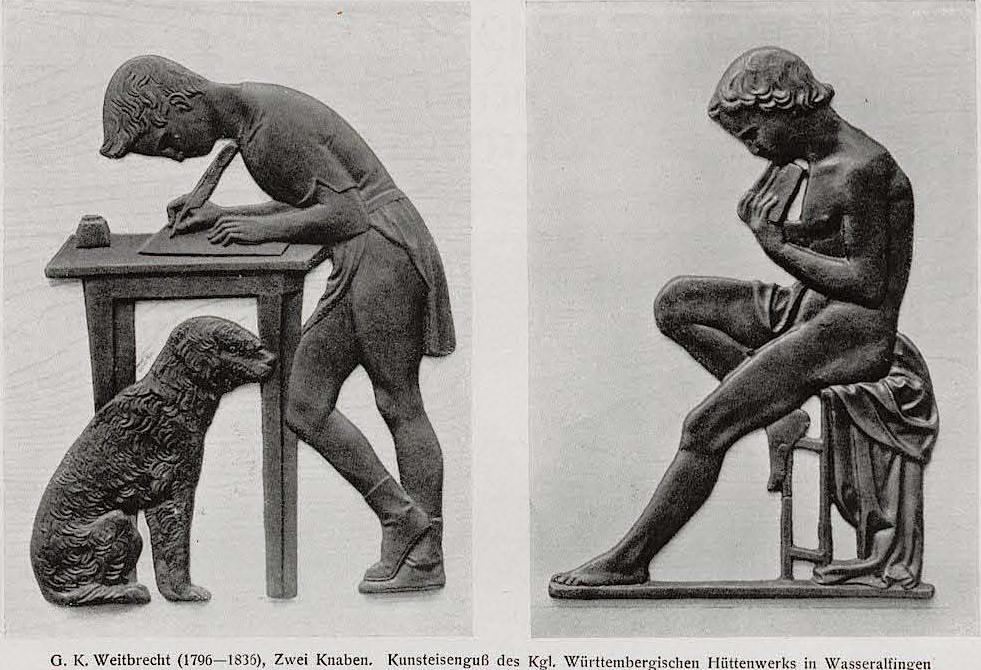
Conrad Weitbrecht: Kunsteisenguss

Bis 1860 wurde das Werk zu einem der größten und bedeutendsten in Europa und erhielt den Titel „Hauptgießerei des Landes“. Da das Erzgestein ins Tal transportiert werden musste, wurde 1876 mit der Zahnradbahn des Hüttenwerks Wasseralfingen die erste Zahnradbahn Deutschlands in Betrieb genommen.
Neben dem steigenden Umsatz, dem enormen Anstieg der Beschäftigten und der wesentlichen Vergrößerung der Werkanlage, verbreiterte sich auch das Produktionsprogramm. Neben der Verhüttung des Eisenerzes, entstanden eine Gießerei, ein Walzwerk und eine Präzisionszieherei. Insbesondere der Bergrat und Hüttenverwalter Wilheim von Faber du Faur trug besonders zu diesem Erfolg bei. Seine Erfindungen in für die Herstellung von Roheisen wie der „Wasseralfinger Apparat“ trugen dazu bei, dass der Prozess der Eisenherstellung effizienter wurde.

### Gründung der Schwäbischen Hüttenwerke (ab 1921)
Nach dem Ersten Weltkrieg wurde der Staatsbetrieb 1921 in eine gemeinwirtschaftliche GmbH umgewandelt, wobei die Hälfte der Anteile weiterhin beim Staat blieb. Die Schwäbischen Hüttenwerke wurden gegründet.
Der Eisenabbau rentierte sich im Laufe der Zeit nicht mehr, da der Eisengehalt im vorhandenen Eisenerz immer mehr abnahm. 1924 wurde der letzte Schacht geschlossen. Da im Zweiten Weltkrieg für die kriegsnotwendigen Güter Rohstoffknappheit herrschte, wurde der Bergbau für eine kurze Zeit wieder aufgenommen.
Die ehemaligen Bergstollen werden momentan für den Tourismus und medizinische Zwecke genutzt.
Der Betrieb machte einen Wandel von der Eisenverhüttung im Hochofenbetrieb zur Spezialisierung in der Eisenverarbeitung durch.